# Friend of a Friend (Lied)
Friend of a Friend ist ein Lied der tschechischen Band Lake Malawi und der Wettbewerbsbeitrag des Landes zum Eurovision Song Contest 2019 in Tel Aviv in Israel. Der Song konnte sich im ersten Halbfinale am 14. Mai 2019 durchsetzen und erreichte im Finale am 18. Mai 2019 Platz elf.

## Musik und Text
Es handelt sich bei Friend of a Friend um einen groove-orientierten Indie-Pop-Song. Es geht um die zunehmende Verknüpfung mittels sozialer Netzwerke. Über Freunde von Freunden kann theoretisch jeder Mensch erreicht werden. Der Begriff bezeichnet eigentlich ein Internet-Datenschema. Sänger Albert Cerny, der bereits mit seiner Band Charlie Straight erfolgreich war, sagte: „Ich habe das Gefühl, dass das eine große Chance für unsere Musik ist, überall auf der Welt gehört zu werden.“ Das Musikvideo ist aus der Selfie-Perspektive gedreht; es macht den Eindruck eines amateurhaft gedrehten Handyvideos, ist aber tatsächlich aufwendig und professionell produziert.
Im Refrain des Songs, in dem unter anderem ein dem Protagonisten bekanntes Mädchen im Mittelpunkt steht, heißt es: „I had a dream that she walked through the door / I can’t recall her name anymore / Please believe me I’m your man / She’s only a friend of a friend of a friend“ („Ich habe geträumt, dass sie zur Tür reinkommen würde / Ich kann mich nicht mehr an ihren Namen erinnern / Glaub’ mir bitte, ich bin dein Mann / Sie ist nur die Freundin eines Freundes von einem Freund“). Somit werden Aspekte wie etwa die Anonymität moderner Beziehungen im Song mit thematisiert.

## Hintergrund
Der Song wurde von Jan Steinsdoerfer, Mikolaj Trybulec und Albert Černý geschrieben und auch von ihnen produziert. Die Band konnte mit dem Song den nationalen Vorentscheid Eurovision Song CZ 2019 am 28. Januar 2019 gewinnen.

## Veröffentlichung und Rezeption
Am 7. Januar 2019 wurde der Song der Öffentlichkeit vorgestellt und erschien auch als Non-Album-Single. Die ARD nannte ihn ein „schwungvolles“ Lied, das durch die „schnellen Cuts“ des Videos „eine zusätzliche Dynamik“ erhalte.

## Eurovision Song Contest
Bei der Auslosung der Halbfinals wurde Tschechien in das erste Halbfinale am 14. Mai 2019 gelost, bot Friend of a Friend an sechster Stelle dar und konnte sich mit dem zweiten Platz und insgesamt 242 Punkten, 157 von der Jury und 85 vom Publikum, für das Finale qualifizieren. Dort erreichte der Song, an dritter Stelle aufgeführt, Platz elf mit 157 Punkten, 150 von der Jury und lediglich sieben vom Publikum.